# ルーシー・ゴードン
ルーシー・ゴードン（Lucy Gordon, 1980年5月22日 - 2009年5月20日）は、イギリスの俳優、モデル。

## 生涯

### 生い立ち
イングランド・オックスフォードシャー州オックスフォードにて、リチャード及びスーザン・ゴードンの娘として生まれる。ケイトという姉妹がいる。幼少期はフランスに住んでいたため、フランス語が話せる。オックスフォード高校卒業。

### キャリア
高校4年生のときにモデルエージェンシーからスカウトされる。化粧品ブランド　COVERGIRL（en:CoverGirl）の顔の一人となり、さらにGLAMOUR ITALIAやELLEのカバーガールを務めた。2000年にはDIORの香水の顔となるなどモデルとして活動した後に、俳優に転身。2001年に『PERFUME パフューム』で映画デビュー。
2005年公開の映画『ロシアン・ドールズ』でその名を知られるようになった。

### 死
2009年5月20日、恋人の写真家 ジェローム・アルメラ（Jerome Almeras）と暮らしていたパリ市内10区の自宅で首を吊って自殺しているのが発見された。セルジュ・ゲンズブールの伝記映画『ゲンスブールと女たち』でジェーン・バーキンの役を演じ撮影が終了した後の出来事で、29歳の誕生日の2日前であった。彼女は遺書らしき紙を2枚残しており、1枚は財産に関する記述で、もう1枚は両親に宛てた手紙だった。

## 主な出演作品
- PERFUME パフューム Perfume （2001年）
- セレンディピティ Serendipity （2001年）
- サハラに舞う羽根 The Four Feathers （2002年）
- ロシアン・ドールズ The Russian Dolls （2005年）
- スパイダーマン3 Spider-Man 3 （2007年）
- ゲンスブールと女たち Gainsbourg, vie héroïque （2010年）